# پاتریک رایمر
پاتریک رایمر (آلمانی: Patrick Reimer؛ زادهٔ ۱۰ دسامبر ۱۹۸۲) بازیکن هاکی روی یخ اهل آلمان است.